# Gehry Tower
Gehry Tower je devítipodlažní budova, navržená americkým architektem Frankem Gehrym, po němž nese své jméno. Stojí v německém Hannoveru na Goethestraße 13a, má čtvercový půdorys a tvar torzně deformovaného kvádru. Budova sdílí některé podobné principy s Tančícím domem od stejného autora a stejně jako on bylo při návrhu této užito nejmodernějších technologií dané doby. Jedná se o kombinaci ocelové a betonové konstrukce nesoucí povrchový fasádní plášť. Výstavba započala v roce 1999 a otevření proběhlo 28. června 2001. Výstavba stála 8,5 milionu německých marek.